# 1. česká hokejová liga 2023/2024
1. česká hokejová liga 2023/2024 byla 31. ročníkem v historii této soutěže. Po Extralize byla druhou nejvyšší soutěží v ledním hokeji na území České republiky. Účastnilo se jí celkem 14 klubů. Nováčkem soutěže se stal klub HC LERAM Orli Znojmo, který postoupil z 2. ligy a po jedenácti letech hraje 1. českou ligu.

## Kluby podle krajů
- Hlavní město Praha: HC Slavia Praha
- Středočeský kraj: SC Marimex Kolín
- Karlovarský kraj: HC Baník Sokolov
- Ústecký kraj:  HC Stadion Litoměřice
- Vysočina: SK Horácká Slavia Třebíč, HC Dukla Jihlava
- Pardubický kraj: HC Dynamo Pardubice B
- Olomoucký kraj: LHK Jestřábi Prostějov, HC Zubr Přerov
- Moravskoslezský kraj: HC Frýdek-Místek, HC RT TORAX Poruba 2011
- Jihomoravský kraj: HC LERAM Orli Znojmo
- Zlínský kraj: Berani Zlín, VHK Robe Vsetín

## Tabulka základní části
| Poř. | Tým                      | Z  | V  | VP | PP | P  | VG  | OG  | B   |
| ---- | ------------------------ | -- | -- | -- | -- | -- | --- | --- | --- |
| 1.   | HC RT TORAX Poruba 2011  | 52 | 31 | 9  | 4  | 8  | 178 | 113 | 115 |
| 2.   | VHK ROBE Vsetín          | 52 | 29 | 3  | 3  | 17 | 174 | 137 | 96  |
| 3.   | LHK Jestřábi Prostějov   | 52 | 26 | 6  | 2  | 18 | 151 | 130 | 92  |
| 4.   | HC Stadion Litoměřice    | 52 | 23 | 4  | 6  | 19 | 163 | 160 | 83  |
| 5.   | SK Horácká Slavia Třebíč | 52 | 20 | 5  | 11 | 16 | 130 | 132 | 81  |
| 6.   | Berani Zlín              | 52 | 19 | 6  | 11 | 16 | 130 | 134 | 80  |
| 7.   | HC ZUBR Přerov           | 52 | 20 | 8  | 3  | 21 | 116 | 118 | 79  |
| 8.   | HC Dukla Jihlava         | 52 | 18 | 7  | 4  | 23 | 139 | 151 | 72  |
| 9.   | HC Slavia Praha          | 52 | 19 | 4  | 5  | 24 | 133 | 150 | 70  |
| 10.  | HC Dynamo Pardubice B    | 52 | 17 | 5  | 7  | 23 | 133 | 139 | 68  |
| 11.  | HC Baník Sokolov         | 52 | 18 | 5  | 4  | 25 | 128 | 141 | 68  |
| 12.  | SC Marimex Kolín         | 52 | 16 | 7  | 5  | 24 | 120 | 136 | 67  |
| 13.  | HC Frýdek-Místek         | 52 | 17 | 4  | 5  | 26 | 127 | 152 | 64  |
| 14.  | HC LERAM Orli Znojmo     | 52 | 16 | 2  | 5  | 29 | 135 | 164 | 57  |

| Vysvětlivka                    |
| ------------------------------ |
| Postup do play-off             |
| Postup do předkola play-off    |
| Konec sezóny po základní části |
| Přímý sestup do 2. ligy        |

## Hráčské statistiky základní části

### Kanadské bodování
Toto je pořadí hráčů podle dosažených bodů. Za jeden vstřelený gól nebo přihrávku na gól hráč získal jeden bod.
| Poř. | Hráč              | Tým                      | Z  | G  | A  | B  | TM | +/- |
| ---- | ----------------- | ------------------------ | -- | -- | -- | -- | -- | --- |
| 1.   | Martin Dočekal    | SK Horácká Slavia Třebíč | 52 | 31 | 31 | 62 | 14 | +8  |
| 2.   | Luboš Rob         | VHK ROBE Vsetín          | 52 | 19 | 36 | 55 | 59 | +9  |
| 3.   | Vojtěch Střondala | HC RT TORAX Poruba 2011  | 48 | 19 | 34 | 53 | 52 | +27 |
| 4.   | Zdeněk Doležal    | LHK Jestřábi Prostějov   | 51 | 26 | 19 | 45 | 44 | +4  |
| 5.   | Přemysl Svoboda   | HC Stadion Litoměřice    | 52 | 19 | 26 | 45 | 21 | +3  |
| 6.   | Tomáš Svoboda     | HC LERAM Orli Znojmo     | 48 | 22 | 22 | 44 | 54 | +20 |
| 7.   | Vladimír Svačina  | HC Frýdek-Místek         | 51 | 12 | 32 | 44 | 12 | -9  |
| 8.   | Petr Mrázek       | HC RT TORAX Poruba 2011  | 46 | 21 | 21 | 42 | 24 | +2  |
| 9.   | Vít Jonák         | VHK ROBE Vsetín          | 52 | 17 | 24 | 41 | 13 | +9  |
| 10.  | Tomáš Havránek    | HC Dukla Jihlava         | 52 | 15 | 24 | 39 | 28 | +3  |

### Hodnocení brankářů
Toto je pořadí nejlepších deset brankářů.
| Poř. | Hráč           | Tým                      | Z. | MIN  | OG  | PZ   | PS   | POG  | Úsp%  |
| ---- | -------------- | ------------------------ | -- | ---- | --- | ---- | ---- | ---- | ----- |
| 1.   | Michal Postava | HC ZUBR Přerov           | 44 | 2648 | 81  | 1336 | 1417 | 1.84 | 94.28 |
| 2.   | Daniel Dolejš  | HC RT TORAX Poruba 2011  | 28 | 1683 | 51  | 789  | 840  | 1.82 | 93.93 |
| 3.   | Vojtěch Mokry  | HC Frýdek-Místek         | 30 | 1752 | 73  | 937  | 1010 | 2.50 | 92.77 |
| 4.   | Petr Hamalčík  | HC Baník Sokolov         | 28 | 1556 | 63  | 806  | 869  | 2.43 | 92.75 |
| 5.   | David Honzík   | HC Dynamo Pardubice B    | 28 | 1642 | 58  | 700  | 758  | 2.12 | 92.35 |
| 6.   | Ondřej Bláha   | HC RT TORAX Poruba 2011  | 24 | 1428 | 58  | 695  | 753  | 2.44 | 92.30 |
| 7.   | Jakub Soukup   | SC Marimex Kolín         | 48 | 2890 | 115 | 1378 | 1493 | 2.39 | 92.30 |
| 8.   | Marek Štipčák  | LHK Jestřábi Prostějov   | 28 | 1568 | 57  | 679  | 736  | 2.18 | 92.26 |
| 9.   | Daniel Huf     | Berani Zlín              | 48 | 2845 | 103 | 1179 | 1282 | 2.17 | 91.97 |
| 10.  | Jan Mičán      | SK Horácká Slavia Třebíč | 35 | 1936 | 68  | 776  | 844  | 2.11 | 91.94 |

## Play-off

### Pavouk
|  | Předkolo | Předkolo    | Předkolo   |         |   | Čtvrtfinále | Čtvrtfinále | Čtvrtfinále |   |   | Semifinále | Semifinále | Semifinále |  |   | Finále | Finále | Finále |
|  |          |             |            |         |   |             |             |             |   |   |            |            |            |  |   |        |        |        |
|  |          |             |            |         |   |             |             |             |   |   |            |            |            |  |   |        |        |        |
|  |          | 2           | Vsetín     | 3       |   |             |             |             |   |   |            |            |            |  |   |        |        |        |
|  |          |             |            | 3       |   |             |             |             |   |   |            |            |            |  |   |        |        |        |
|  |          |             | 7          | Přerov  | 1 |             |             |             |   |   |            |            |            |  |   |        |        |        |
|  | 7        | Přerov      | 7          | Přerov  | 1 | 2           |             |             |   |   |            |            |            |  |   |        |        |        |
|  | 7        | Přerov      |            |         |   | 2           |             |             |   |   |            |            |            |  |   |        |        |        |
|  | 10       | Pardubice B | 1          |         |   |             |             |             |   |   |            |            |            |  |   |        |        |        |
|  | 10       | Pardubice B | 1          |         |   |             |             |             |   | 2 | Vsetín     | 4          |            |  |   |        |        |        |
|  |          |             |            |         |   |             |             |             |   | 2 | Vsetín     | 4          |            |  |   |        |        |        |
|  |          | 8           | Jihlava    | 1       |   |             |             |             |   |   |            |            |            |  |   |        |        |        |
|  |          | 8           | Jihlava    | 1       |   |             |             |             |   |   |            |            |            |  |   |        |        |        |
|  |          |             |            |         |   |             |             |             |   |   |            |            |            |  |   |        |        |        |
|  |          |             |            |         |   |             |             |             |   |   |            |            |            |  |   |        |        |        |
|  |          | 1           | Poruba     | 1       |   |             |             |             |   |   |            |            |            |  |   |        |        |        |
|  |          |             |            | 1       |   |             |             |             |   |   |            |            |            |  |   |        |        |        |
|  |          |             | 8          | Jihlava | 3 |             |             |             |   |   |            |            |            |  |   |        |        |        |
|  | 8        | Jihlava     | 8          | Jihlava | 3 | 2           |             |             |   |   |            |            |            |  |   |        |        |        |
|  | 8        | Jihlava     |            |         |   | 2           |             |             |   |   |            |            |            |  |   |        |        |        |
|  | 9        | Slavia      | 1          |         |   |             |             |             |   |   |            |            |            |  |   |        |        |        |
|  | 9        | Slavia      | 1          |         |   |             |             |             |   |   |            |            |            |  | 2 | Vsetín | 4      |        |
|  |          |             |            |         |   |             |             |             |   |   |            |            |            |  | 2 | Vsetín | 4      |        |
|  |          | 6           | Zlín       | 1       |   |             |             |             |   |   |            |            |            |  |   |        |        |        |
|  |          | 6           | Zlín       | 1       |   |             |             |             |   |   |            |            |            |  |   |        |        |        |
|  |          |             |            |         |   |             |             |             |   |   |            |            |            |  |   |        |        |        |
|  |          |             |            |         |   |             |             |             |   |   |            |            |            |  |   |        |        |        |
|  |          | 4           | Litoměřice | 3       |   |             |             |             |   |   |            |            |            |  |   |        |        |        |
|  |          |             |            | 3       |   |             |             |             |   |   |            |            |            |  |   |        |        |        |
|  |          |             | 5          | Třebíč  | 2 |             |             |             |   |   |            |            |            |  |   |        |        |        |
|  |          |             | 5          | Třebíč  | 2 |             |             |             |   |   |            |            |            |  |   |        |        |        |
|  |          |             |            |         |   |             |             |             |   |   |            |            |            |  |   |        |        |        |
|  |          |             |            |         |   |             |             |             |   |   |            |            |            |  |   |        |        |        |
|  |          |             |            |         |   |             | 4           | Litoměřice  | 3 |   |            |            |            |  |   |        |        |        |
|  |          |             |            |         |   |             |             |             | 3 |   |            |            |            |  |   |        |        |        |
|  |          | 6           | Zlín       | 4       |   |             |             |             |   |   |            |            |            |  |   |        |        |        |
|  |          | 6           | Zlín       | 4       |   |             |             |             |   |   |            |            |            |  |   |        |        |        |
|  |          |             |            |         |   |             |             |             |   |   |            |            |            |  |   |        |        |        |
|  |          |             |            |         |   |             |             |             |   |   |            |            |            |  |   |        |        |        |
|  |          | 3           | Prostějov  | 0       |   |             |             |             |   |   |            |            |            |  |   |        |        |        |
|  |          |             |            | 0       |   |             |             |             |   |   |            |            |            |  |   |        |        |        |
|  |          |             | 6          | Zlín    | 3 |             |             |             |   |   |            |            |            |  |   |        |        |        |
|  |          |             | 6          | Zlín    | 3 |             |             |             |   |   |            |            |            |  |   |        |        |        |
|  |          |             |            |         |   |             |             |             |   |   |            |            |            |  |   |        |        |        |

### Předkolo

#### HC Zubr Přerov (7.) – HC Dynamo Pardubice B (10.)
| 4. března 2024 18:00 | HC Dynamo Pardubice B | 4 : 0 (2:0, 1:0, 1:0) | HC ZUBR Přerov | Zimní stadion Chrudim, Chrudim Návštěvnost: 588 |  |

| Report | |                 |                |                                                                      |
| David Honzík | David Honzík | Brankáři        | Michal Postava | Rozhodčí: Tomáš Micka Tomáš Mejzlík Čároví: Ondřej Polák Jan Vašíček |
| Rákos (Nedbal) 02:36' Urban (Rákos, Rohlík) 08:21' Pochobradský (Herčík, Voženílek) 35:22' Zdráhal (Mikyska, Kaut) 47:52' | Rákos (Nedbal) 02:36' Urban (Rákos, Rohlík) 08:21' Pochobradský (Herčík, Voženílek) 35:22' Zdráhal (Mikyska, Kaut) 47:52' | 1:0 2:0 3:0 4:0 |                | Rozhodčí: Tomáš Micka Tomáš Mejzlík Čároví: Ondřej Polák Jan Vašíček |
| 12 min | 12 min | Tresty          | 16 min         | Rozhodčí: Tomáš Micka Tomáš Mejzlík Čároví: Ondřej Polák Jan Vašíček |
| 32 | 32 | Střely          | 16             | Rozhodčí: Tomáš Micka Tomáš Mejzlík Čároví: Ondřej Polák Jan Vašíček |

| 6. března 2024 17:30 | HC ZUBR Přerov | 3 : 2 (1:0, 1:2, 1:0) | HC Dynamo Pardubice B | Meo Aréna, Přerov Návštěvnost: 1 363 |  |

| Report                                                                                            |                                                                                                   |                     |                                                                    |                                                                         |
| Michal Postava                                                                                    | Michal Postava                                                                                    | Brankáři            | David Honzík                                                       | Rozhodčí: Lukáš Bejček Jakub Valenta Čároví: Roman Komínek Henrich Kráľ |
| Nemec (Zeleňák, Chroboček) 00:31' Pšurný (Mácha, Černý) 34:12' Březina (Chladil, Pechanec) 46:54' | Nemec (Zeleňák, Chroboček) 00:31' Pšurný (Mácha, Černý) 34:12' Březina (Chladil, Pechanec) 46:54' | 1:0 1:1 2:1 2:2 3:2 | 31:29' Pochobradský (Zdráhal, Rákos) 39:57' Herčík (Urban, Rohlík) | Rozhodčí: Lukáš Bejček Jakub Valenta Čároví: Roman Komínek Henrich Kráľ |
| 66 min                                                                                            | 66 min                                                                                            | Tresty              | 64 min                                                             | Rozhodčí: Lukáš Bejček Jakub Valenta Čároví: Roman Komínek Henrich Kráľ |
| 13                                                                                                | 13                                                                                                | Střely              | 24                                                                 | Rozhodčí: Lukáš Bejček Jakub Valenta Čároví: Roman Komínek Henrich Kráľ |

| 7. března 2024 17:30 | HC ZUBR Přerov | 3 : 2 (2:0, 1:0, 0:2) | HC Dynamo Pardubice B | Meo Aréna, Přerov Návštěvnost: 1 220 |  |

| Report                                                                                           |                                                                                                  |                     |                                                                         |                                                                            |
| Michal Postava                                                                                   | Michal Postava                                                                                   | Brankáři            | David Honzík (od 32. minuty Tomáš Vomáčka)                              | Rozhodčí: Daniel Jechoutek Zbyněk Kubičík Čároví: Roman Zídek David Otáhal |
| Zembol (Ministr, Dobša) 07:19' Zeleňák (Zembol, Ministr) 12:14' Dobša (Březina, Pechanec) 31:03' | Zembol (Ministr, Dobša) 07:19' Zeleňák (Zembol, Ministr) 12:14' Dobša (Březina, Pechanec) 31:03' | 1:0 2:0 3:0 3:1 3:2 | 48:55' Chabada (Voženílek, Zeman) 57:22' Pochobradský (Mikyska, Herčík) | Rozhodčí: Daniel Jechoutek Zbyněk Kubičík Čároví: Roman Zídek David Otáhal |
| 8 min                                                                                            | 8 min                                                                                            | Tresty              | 29 min                                                                  | Rozhodčí: Daniel Jechoutek Zbyněk Kubičík Čároví: Roman Zídek David Otáhal |
| 30                                                                                               | 30                                                                                               | Střely              | 56                                                                      | Rozhodčí: Daniel Jechoutek Zbyněk Kubičík Čároví: Roman Zídek David Otáhal |

Konečný stav série 2:1 na zápasy pro HC ZUBR Přerov.

#### HC Dukla Jihlava (8.) – HC Slavia Praha (9.)
| 4. března 2024 18:00 | HC Slavia Praha | 3 : 2 PP (0:0, 2:1, 0:1 – 1:0) | HC Dukla Jihlava | Zimní stadion Eden, Praha Návštěvnost: 1 918 |  |

| Report                                                                       |                                                                              |                     |                                                                    |                                                                            |
| Paavo Hölsä                                                                  | Paavo Hölsä                                                                  | Brankáři            | Adam Beran                                                         | Rozhodčí: Jakub Zeliska Tomáš Zubzanda Čároví: Roman Zídek František Pěkný |
| Kucharčík 23:56' Všetečka (Beran, Holý) 27:30' Beran (Guman, Hrdinka) 67:19' | Kucharčík 23:56' Všetečka (Beran, Holý) 27:30' Beran (Guman, Hrdinka) 67:19' | 1:0 2:0 2:1 2:2 3:2 | 35:27' Toman (Šik, Harkabus) 50:30' Harkabus (Havránek, Čachotský) | Rozhodčí: Jakub Zeliska Tomáš Zubzanda Čároví: Roman Zídek František Pěkný |
| 10 min                                                                       | 10 min                                                                       | Tresty              | 8 min                                                              | Rozhodčí: Jakub Zeliska Tomáš Zubzanda Čároví: Roman Zídek František Pěkný |
| 35                                                                           | 35                                                                           | Střely              | 35                                                                 | Rozhodčí: Jakub Zeliska Tomáš Zubzanda Čároví: Roman Zídek František Pěkný |

| 6. března 2024 17:30 | HC Dukla Jihlava | 7 : 2 (1:0, 5:1, 1:1) | HC Slavia Praha | Zimní stadion Pelhřimov, Pelhřimov Návštěvnost: 1 104 |  |

| Report | |                                     |                                             |                                                                      |
| Adam Beran | Adam Beran | Brankáři                            | Paavo Hölsä (od 30. minuty Tomáš Volevecký) | Rozhodčí: Kamil Zavřel Tomas Šico Čároví: Petr Maštalíř David Otáhal |
| Kočí (Čachotský, Toman) 19:49' Harkabus (Havránek, Toman) 23:26' Harkabus (Čachotský, Havránek) 29:56' Harkabus (Čachotský, Toman) 32:29' Havránek (Menšík, Čachotský) 36:29' Menšík (Dundáček) 38:53' Pořízek (Chvátal) 54:29' | Kočí (Čachotský, Toman) 19:49' Harkabus (Havránek, Toman) 23:26' Harkabus (Čachotský, Havránek) 29:56' Harkabus (Čachotský, Toman) 32:29' Havránek (Menšík, Čachotský) 36:29' Menšík (Dundáček) 38:53' Pořízek (Chvátal) 54:29' | 1:0 2:0 3:0 4:0 4:1 5:1 6:1 7:1 7:2 | 33:30' Kulda (Guman) 58:52' Knotek (Průžek) | Rozhodčí: Kamil Zavřel Tomas Šico Čároví: Petr Maštalíř David Otáhal |
| 11 min | 11 min | Tresty                              | 67 min                                      | Rozhodčí: Kamil Zavřel Tomas Šico Čároví: Petr Maštalíř David Otáhal |
| 34 | 34 | Střely                              | 10                                          | Rozhodčí: Kamil Zavřel Tomas Šico Čároví: Petr Maštalíř David Otáhal |

| 7. března 2024 17:30 | HC Dukla Jihlava | 3 : 0 (1:0, 0:0, 2:0) | HC Slavia Praha | Zimní stadion Pelhřimov, Pelhřimov Návštěvnost: 923 |  |

| Report                                                                                               | |             |             |                                                                             |
| Adam Beran                                                                                           | Adam Beran                                                                                           | Brankáři    | Paavo Hölsä | Rozhodčí: Tomáš Horák Roman Svoboda Čároví: Milan Jindra František Štěpánek |
| Harkabus (Šik, Havránek) 11:25' Jelínek (Menšík) 42:55' Chvátal (Strejček, do prázdné branky) 59:58' | Harkabus (Šik, Havránek) 11:25' Jelínek (Menšík) 42:55' Chvátal (Strejček, do prázdné branky) 59:58' | 1:0 2:0 3:0 |             | Rozhodčí: Tomáš Horák Roman Svoboda Čároví: Milan Jindra František Štěpánek |
| 6 min                                                                                                | 6 min                                                                                                | Tresty      | 14 min      | Rozhodčí: Tomáš Horák Roman Svoboda Čároví: Milan Jindra František Štěpánek |
| 30                                                                                                   | 30                                                                                                   | Střely      | 26          | Rozhodčí: Tomáš Horák Roman Svoboda Čároví: Milan Jindra František Štěpánek |

Konečný stav série 2:1 na zápasy pro HC Dukla Jihlava.

### Čtvrtfinále

#### HC RT TORAX Poruba 2011 (1.) – HC Dukla Jihlava (8.)
| 9. března 2024 15:00 | HC RT TORAX Poruba 2011 | 2 : 3 (0:0, 1:2, 1:1) | HC Dukla Jihlava | RT TORAX ARENA, Poruba Návštěvnost: 2 158 |  |

| Report                                                                   |                                                                          |                     |                                                                                                  |                                                                           |
| Daniel Dolejš                                                            | Daniel Dolejš                                                            | Brankáři            | Adam Beran                                                                                       | Rozhodčí: Michal Kostourek Jakub Valenta Čároví: Jan Rakušan Tomáš Bezděk |
| Razgals (Střondala, Berisha) 25:40' Šoustal (Střondala, Klimíček) 48:35' | Razgals (Střondala, Berisha) 25:40' Šoustal (Střondala, Klimíček) 48:35' | 1:0 1:1 1:2 1:3 2:3 | 32:55' Strejček (Šik, Jelínek) 33:23' Toman (Čachotský, Havránek) 46:04' Kočí (Toman, Čachotský) | Rozhodčí: Michal Kostourek Jakub Valenta Čároví: Jan Rakušan Tomáš Bezděk |
| 31 min                                                                   | 31 min                                                                   | Tresty              | 10 min                                                                                           | Rozhodčí: Michal Kostourek Jakub Valenta Čároví: Jan Rakušan Tomáš Bezděk |
| 30                                                                       | 30                                                                       | Střely              | 36                                                                                               | Rozhodčí: Michal Kostourek Jakub Valenta Čároví: Jan Rakušan Tomáš Bezděk |

| 10. března 2024 16:00 | HC RT TORAX Poruba 2011 | 6 : 3 (2:1, 0:0, 4:2) | HC Dukla Jihlava | RT TORAX ARENA, Poruba Návštěvnost: 2 768 |  |

| Report | |                                     | |                                                                       |
| Daniel Dolejš | Daniel Dolejš | Brankáři                            | Adam Beran                                                                                                 | Rozhodčí: Zbyněk Kubičík Tomas Šico Čároví: Jan Vašíček Ondřej Veselý |
| Šedivý (Mrázek, Lemcke) 07:03' Šoustal (Razgals, Gutwald) 09:55' Razgals 50:18' Razgals (Klimíček) 55:07' Lemcke (Vachovec, Gřeš) 57:00' Christov (Vachovec) 58:27' | Šedivý (Mrázek, Lemcke) 07:03' Šoustal (Razgals, Gutwald) 09:55' Razgals 50:18' Razgals (Klimíček) 55:07' Lemcke (Vachovec, Gřeš) 57:00' Christov (Vachovec) 58:27' | 0:1 1:1 2:1 2:2 3:2 3:3 4:3 5:3 6:3 | 01:32' Harvánek (Harkabus, Čachotský) 41:06' Harkabus (Havránek, Toman) 51:50' Harkabus (Čachotský, Toman) | Rozhodčí: Zbyněk Kubičík Tomas Šico Čároví: Jan Vašíček Ondřej Veselý |
| 16 min | 16 min | Tresty                              | 43 min | Rozhodčí: Zbyněk Kubičík Tomas Šico Čároví: Jan Vašíček Ondřej Veselý |
| 35 | 35 | Střely                              | 22 | Rozhodčí: Zbyněk Kubičík Tomas Šico Čároví: Jan Vašíček Ondřej Veselý |

| 13. března 2024 17:30 | HC Dukla Jihlava | 5 : 1 (2:1, 2:0, 1:0) | HC RT TORAX Poruba 2011 | Zimní stadion Pelhřimov, Pelhřimov Návštěvnost: 1 605 |  |

| Report | |                         |                                    |                                                                                   |
| Adam Beran | Adam Beran | Brankáři                | Daniel Dolejš                      | Rozhodčí: Daniel Jechoutek Miroslav Petružálek Čároví: Patrik Augusta Ondřej Malý |
| Štefančík (Menšík, Jelínek) 13:44' Harkabus (Kočí) 19:31' Harkabus (Havránek, Čachotský) 33:08' Cachnín (Strejček, Kočí) 33:51' Toman (Strejček, Čachotský) 53:07' | Štefančík (Menšík, Jelínek) 13:44' Harkabus (Kočí) 19:31' Harkabus (Havránek, Čachotský) 33:08' Cachnín (Strejček, Kočí) 33:51' Toman (Strejček, Čachotský) 53:07' | 0:1 1:1 2:1 3:1 4:1 5:1 | 09:46' Tvrdoň (Střondala, Šoustal) | Rozhodčí: Daniel Jechoutek Miroslav Petružálek Čároví: Patrik Augusta Ondřej Malý |
| 6 min | 6 min | Tresty                  | 8 min                              | Rozhodčí: Daniel Jechoutek Miroslav Petružálek Čároví: Patrik Augusta Ondřej Malý |
| 25 | 25 | Střely                  | 20                                 | Rozhodčí: Daniel Jechoutek Miroslav Petružálek Čároví: Patrik Augusta Ondřej Malý |

| 14. března 2024 17:30 | HC Dukla Jihlava | 5 : 3 (2:2, 1:0, 2:1) | HC RT TORAX Poruba 2011 | Zimní stadion Pelhřimov, Pelhřimov Návštěvnost: 1 608 |  |

| Report | |                                 | |                                                                  |
| Adam Beran | Adam Beran | Brankáři                        | Daniel Dolejš                                                                                           | Rozhodčí: Luděk Pilný Jan Jaroš Čároví: Henrich Kráľ Jakub Dědek |
| Harkabus (Havránek, Toman) 07:26' Cachnín (Menšík, Strejček) 15:01' Harkabus (Havránek, Čachotský) 37:08' Menšík (Pořízek) 53:30' Čachotský (Menšík, do prázdné branky) 59:48' | Harkabus (Havránek, Toman) 07:26' Cachnín (Menšík, Strejček) 15:01' Harkabus (Havránek, Čachotský) 37:08' Menšík (Pořízek) 53:30' Čachotský (Menšík, do prázdné branky) 59:48' | 0:1 1:1 2:1 2:2 3:2 4:2 4:3 5:3 | 03:46' Tvrdoň (Mrázek, Doudera) 15:36' Berisha (Gutwald, Klimíček) 57:25' Razgals (Klimíček, Střondala) | Rozhodčí: Luděk Pilný Jan Jaroš Čároví: Henrich Kráľ Jakub Dědek |
| 37 min | 37 min | Tresty                          | 59 min                                                                                                  | Rozhodčí: Luděk Pilný Jan Jaroš Čároví: Henrich Kráľ Jakub Dědek |
| 31 | 31 | Střely                          | 37 | Rozhodčí: Luděk Pilný Jan Jaroš Čároví: Henrich Kráľ Jakub Dědek |

Konečný stav série 3:1 na zápasy pro HC Dukla Jihlava.

#### VHK ROBE Vsetín (2.) – HC ZUBR Přerov (7.)
| 9. března 2024 17:00 | VHK ROBE Vsetín | 8 : 0 (2:0, 4:0, 2:0) | HC ZUBR Přerov | Na Lapači, Vsetín Návštěvnost: 3 510 |  |

| Report | |                                 |                                              |                                                                        |
| Maksim Zhukov | Maksim Zhukov | Brankáři                        | Michal Postava (od 26. minuty Dominik Piták) | Rozhodčí: Kamil Zavřel Josef Barek Čároví: Aleš Roischel Petr Maštalíř |
| Matějček (Rob, Jonák) 11:21' Ondračka (Hořanský, Teper) 11:58' Hryciow (Holec, Berzinš) 24:45' Machala (Vaňo) 25:43' Rob (Smetana, Matějček) 31:40' Machala (Vaňo, Staněk) 39:07' Matějček (Jenáček, Jonák) 42:02' Rob (Matějček, Teper) 53:40' | Matějček (Rob, Jonák) 11:21' Ondračka (Hořanský, Teper) 11:58' Hryciow (Holec, Berzinš) 24:45' Machala (Vaňo) 25:43' Rob (Smetana, Matějček) 31:40' Machala (Vaňo, Staněk) 39:07' Matějček (Jenáček, Jonák) 42:02' Rob (Matějček, Teper) 53:40' | 1:0 2:0 3:0 4:0 5:0 6:0 7:0 8:0 |                                              | Rozhodčí: Kamil Zavřel Josef Barek Čároví: Aleš Roischel Petr Maštalíř |
| 8 min | 8 min | Tresty                          | 8 min                                        | Rozhodčí: Kamil Zavřel Josef Barek Čároví: Aleš Roischel Petr Maštalíř |
| 33 | 33 | Střely                          | 22                                           | Rozhodčí: Kamil Zavřel Josef Barek Čároví: Aleš Roischel Petr Maštalíř |

| 10. března 2023 17:00 | VHK ROBE Vsetín | 2 : 1 PP (1:0, 0:1, 0:0 – 1:0) | HC ZUBR Přerov | Na Lapači, Vsetín Návštěvnost: 3 320 |  |

| Report                                                           |                                                                  |             |                              |                                                                               |
| Maksim Zhukov                                                    | Maksim Zhukov                                                    | Brankáři    | Michal Postava               | Rozhodčí: Tomáš Mejzlík Jakub Zeliska Čároví: Henrich Kráľ František Štěpánek |
| Vaňo (Machala, Ondračka) 01:47' Berzinš (Jenáček, Larsen) 63:59' | Vaňo (Machala, Ondračka) 01:47' Berzinš (Jenáček, Larsen) 63:59' | 1:0 1:1 2:1 | 34:49' Dobša (Zeleňák, Cubo) | Rozhodčí: Tomáš Mejzlík Jakub Zeliska Čároví: Henrich Kráľ František Štěpánek |
| 6 min                                                            | 6 min                                                            | Tresty      | 8 min                        | Rozhodčí: Tomáš Mejzlík Jakub Zeliska Čároví: Henrich Kráľ František Štěpánek |
| 25                                                               | 25                                                               | Střely      | 24                           | Rozhodčí: Tomáš Mejzlík Jakub Zeliska Čároví: Henrich Kráľ František Štěpánek |

| 13. března 2024 17:30 | HC ZUBR Přerov | 2 : 1 (1:0, 0:1, 1:0) | VHK ROBE Vsetín | Meo Aréna, Přerov Návštěvnost: 2 512 |  |

| Report                                          |                                                 |             |                               |                                                                      |
| Michal Postava                                  | Michal Postava                                  | Brankáři    | Maksim Zhukov                 | Rozhodčí: Tomáš Horák Roman Svoboda Čároví: Ondřej Polák Jan Rakušan |
| Indrák (Pšurný) 13:53' Svoboda (Doležal) 44:16' | Indrák (Pšurný) 13:53' Svoboda (Doležal) 44:16' | 1:0 1:1 2:1 | 27:05' Bláha (Hořanský, Kern) | Rozhodčí: Tomáš Horák Roman Svoboda Čároví: Ondřej Polák Jan Rakušan |
| 4 min                                           | 4 min                                           | Tresty      | 2 min                         | Rozhodčí: Tomáš Horák Roman Svoboda Čároví: Ondřej Polák Jan Rakušan |
| 15                                              | 15                                              | Střely      | 27                            | Rozhodčí: Tomáš Horák Roman Svoboda Čároví: Ondřej Polák Jan Rakušan |

| 14. března 2024 17:30 | HC ZUBR Přerov | 2 : 6 (0:1, 1:2, 1:3) | VHK ROBE Vsetín | Meo Aréna, Přerov Návštěvnost: 2 267 |  |

| Report                                                  |                                                         |                                 | |                                                                      |
| Michal Postava                                          | Michal Postava                                          | Brankáři                        | Maksim Zhukov | Rozhodčí: Kamil Zavřel Josef Barek Čároví: David Otáhal Tomáš Bezděk |
| Ministr (Zembol, Dobša) 34:23' Pechanec (Indrák) 57:41' | Ministr (Zembol, Dobša) 34:23' Pechanec (Indrák) 57:41' | 0:1 0:2 0:3 1:3 1:4 1:5 1:6 2:6 | 14:23' Staněk (Kratochvíl, Hořanský) 23:08' Holec (Hrňa, Staněk) 30:10' Machala 50:11' Machala (Zabusovs, Kratochvíl) 52:55' Jonák (Rob) 53:56' Holec (Jonák, Smetana) | Rozhodčí: Kamil Zavřel Josef Barek Čároví: David Otáhal Tomáš Bezděk |
| 8 min                                                   | 8 min                                                   | Tresty                          | 8 min | Rozhodčí: Kamil Zavřel Josef Barek Čároví: David Otáhal Tomáš Bezděk |
| 27                                                      | 27                                                      | Střely                          | 50 | Rozhodčí: Kamil Zavřel Josef Barek Čároví: David Otáhal Tomáš Bezděk |

Konečný stav série 3:1 na zápasy pro VHK ROBE Vsetín.

#### LHK Jestřábi Prostějov (3.) – Berani Zlín (6.)
| 9. března 2024 17:00 | LHK Jestřábi Prostějov | 3 : 5 (1:1, 2:0, 0:4) | Berani Zlín | Zimní stadion Prostějov, Prostějov Návštěvnost: 2 373 |  |

| Report                                                                               |                                                                                      |                                 | |                                                                         |
| Jaroslav Pavelka                                                                     | Jaroslav Pavelka                                                                     | Brankáři                        | Daniel Huf | Rozhodčí: Lukáš Bejček Tomáš Mejzlík Čároví: Ondřej Malý Patrik Augusta |
| Jáchym (Hanousek) 03:09' Doležal (Jiránek) 20:16' Hanousek (Venkrbec, Burian) 23:01' | Jáchym (Hanousek) 03:09' Doležal (Jiránek) 20:16' Hanousek (Venkrbec, Burian) 23:01' | 1:0 1:1 2:1 3:1 3:2 3:3 3:4 3:5 | 11:24' Paukku (Šlahař) 42:30' Lang (Salonen, Holík) 52:14' Sedlák (Novák, Werbik) 53:55' Sedlák (Novotný, Suhrada) 59:37' Zbořil (do prázdné branky) | Rozhodčí: Lukáš Bejček Tomáš Mejzlík Čároví: Ondřej Malý Patrik Augusta |
| 8 min                                                                                | 8 min                                                                                | Tresty                          | 8 min | Rozhodčí: Lukáš Bejček Tomáš Mejzlík Čároví: Ondřej Malý Patrik Augusta |
| 37                                                                                   | 37                                                                                   | Střely                          | 33 | Rozhodčí: Lukáš Bejček Tomáš Mejzlík Čároví: Ondřej Malý Patrik Augusta |

| 10. března 2023 17:00 | LHK Jestřábi Prostějov | 2 : 3 PP (1:2, 1:0, 0:0 – 0:1) | Berani Zlín | Zimní stadion Prostějov, Prostějov Návštěvnost: 2 115 |  |

| Report                                                     |                                                            |                     |                                                                   |                                                                                    |
| Marek Štipčák                                              | Marek Štipčák                                              | Brankáři            | Daniel Huf                                                        | Rozhodčí: Miroslav Petružálek Michal Kostourek Čároví: Ondřej Kokrment Jakub Dědek |
| Doležal (Hanousek, Jiránek) 09:03' Fronk (Ostřížek) 32:58' | Doležal (Hanousek, Jiránek) 09:03' Fronk (Ostřížek) 32:58' | 0:1 1:1 1:2 2:2 2:3 | 07:52' Šlahař (Paukku, Salonen) 16:56' Riedl 60:57' Salmio (Lang) | Rozhodčí: Miroslav Petružálek Michal Kostourek Čároví: Ondřej Kokrment Jakub Dědek |
| 6 min                                                      | 6 min                                                      | Tresty              | 8 min                                                             | Rozhodčí: Miroslav Petružálek Michal Kostourek Čároví: Ondřej Kokrment Jakub Dědek |
| 34                                                         | 34                                                         | Střely              | 28                                                                | Rozhodčí: Miroslav Petružálek Michal Kostourek Čároví: Ondřej Kokrment Jakub Dědek |

| 13. března 2024 17:30 | Berani Zlín | 6 : 2 (3:0, 1:0, 2:2) | LHK Jestřábi Prostějov | Trinity Bank Arena Luďka Čajky, Zlín Návštěvnost: 5 103 |  |

| Report | |                                 |                                                                  |                                                                              |
| Daniel Huf | Daniel Huf | Brankáři                        | Jaroslav Pavelka (od 5. minuty Marek Štipčák)                    | Rozhodčí: Jakub Zeliska Tomáš Zubzanda Čároví: Jaroslav Peluha Ondřej Veselý |
| Warg (Čáp, Paukku) 01:26' Novotný (Holík) 04:02' Riedl (Lang, Salmio) 16:04' Salmio (Süss, Novák) 32:39' Salmio 45:35' Novotný (Paukku, Novák) 55:35' | Warg (Čáp, Paukku) 01:26' Novotný (Holík) 04:02' Riedl (Lang, Salmio) 16:04' Salmio (Süss, Novák) 32:39' Salmio 45:35' Novotný (Paukku, Novák) 55:35' | 1:0 2:0 3:0 4:0 4:1 5:1 6:1 6:2 | 45:35' Hanousek (Šidlík, Illéš) 58:26' Hanousek (Illéš, Doležal) | Rozhodčí: Jakub Zeliska Tomáš Zubzanda Čároví: Jaroslav Peluha Ondřej Veselý |
| 8 min | 8 min | Tresty                          | 12 min                                                           | Rozhodčí: Jakub Zeliska Tomáš Zubzanda Čároví: Jaroslav Peluha Ondřej Veselý |
| 21 | 21 | Střely                          | 22                                                               | Rozhodčí: Jakub Zeliska Tomáš Zubzanda Čároví: Jaroslav Peluha Ondřej Veselý |

Konečný stav série 3:0 na zápasy pro Berani Zlín.

#### HC Stadion Litoměřice (4.) – SK Horácká Slavia Třebíč (5.)
| 9. března 2024 17:00 | HC Stadion Litoměřice | 3 : 1 (0:1, 1:0, 2:0) | SK Horácká Slavia Třebíč | Kalich aréna, Litoměřice Návštěvnost: 1 476 |  |

| Report         |                |          |           |                                                                                   |
| Oldřich Cichoň | Oldřich Cichoň | Brankáři | Jan Mičán | Rozhodčí: Miroslav Petružálek Tomáš Micka Čároví: Ondřej Kokrment František Pěkný |
| 4 min          | 4 min          | Tresty   | 6 min     | Rozhodčí: Miroslav Petružálek Tomáš Micka Čároví: Ondřej Kokrment František Pěkný |
| 25             | 25             | Střely   | 21        | Rozhodčí: Miroslav Petružálek Tomáš Micka Čároví: Ondřej Kokrment František Pěkný |

| 10. března 2023 17:00 | HC Stadion Litoměřice | 1 : 4 (0:2, 0:0, 1:2) | SK Horácká Slavia Třebíč | Kalich aréna, Litoměřice Návštěvnost: 1 332 |  |

| Report               |                      |                     | |                                                                          |
| Oldřich Cichoň       | Oldřich Cichoň       | Brankáři            | Jan Mičán | Rozhodčí: Tomáš Zubzanda Lukáš Bejček Čároví: Ondřej Polák Roman Komínek |
| Ton (Svoboda) 43:44' | Ton (Svoboda) 43:44' | 0:1 0:2 0:3 1:3 1:4 | 09:31' Psota (Dočekal, Bittner) 19:13' Bořuta (Dočekal) 43:23' Bittner (Bořuta, Vodný) 59:43' Vodný (Vodička, do prázdné branky) | Rozhodčí: Tomáš Zubzanda Lukáš Bejček Čároví: Ondřej Polák Roman Komínek |
| 8 min                | 8 min                | Tresty              | 10 min | Rozhodčí: Tomáš Zubzanda Lukáš Bejček Čároví: Ondřej Polák Roman Komínek |
| 38                   | 38                   | Střely              | 30 | Rozhodčí: Tomáš Zubzanda Lukáš Bejček Čároví: Ondřej Polák Roman Komínek |

| 13. března 2024 17:30 | SK Horácká Slavia Třebíč | 1 : 3 (0:1, 0:0, 1:2) | HC Stadion Litoměřice | KHNP Arena, Třebíč Návštěvnost: 2 015 |  |

| Report                 |                        |                 |                                                                                  |                                                                         |
| Jan Mičán              | Jan Mičán              | Brankáři        | Oldřich Cichoň                                                                   | Rozhodčí: Michal Kostourek Josef Barek Čároví: Jakub Dědek Pavel Blažek |
| Štebih (Kučera) 54:31' | Štebih (Kučera) 54:31' | 0:1 0:2 1:2 1:3 | 13:14' Costa 50:05' Plos (Černohorský, Žmola) 59:23' Kordule (do prázdné branky) | Rozhodčí: Michal Kostourek Josef Barek Čároví: Jakub Dědek Pavel Blažek |
| 4 min                  | 4 min                  | Tresty          | 8 min                                                                            | Rozhodčí: Michal Kostourek Josef Barek Čároví: Jakub Dědek Pavel Blažek |
| 35                     | 35                     | Střely          | 24                                                                               | Rozhodčí: Michal Kostourek Josef Barek Čároví: Jakub Dědek Pavel Blažek |

| 14. března 2024 17:30 | SK Horácká Slavia Třebíč | 3 : 2 PP (1:0, 1:1, 0:1 – 1:0) | HC Stadion Litoměřice | KHNP Arena, Třebíč Návštěvnost: 1 648 |  |

| Report                                                                                |                                                                                       |                     |                                                                    |                                                                               |
| Jan Mičán                                                                             | Jan Mičán                                                                             | Brankáři            | Oldřich Cichoň                                                     | Rozhodčí: Filip Vrba Václav Kosnar Čároví: František Štěpánek František Pěkný |
| Baláž (Ferda, Michálek) 18:07' Psota (Dočekal, Bittner) 39:04' Dočekal (Psota) 63:41' | Baláž (Ferda, Michálek) 18:07' Psota (Dočekal, Bittner) 39:04' Dočekal (Psota) 63:41' | 1:0 1:1 2:1 2:2 3:2 | 27:34' Jebavý (Plos, Sihvonen) 49:20' Svoboda (Husák, Černohorský) | Rozhodčí: Filip Vrba Václav Kosnar Čároví: František Štěpánek František Pěkný |
| 4 min                                                                                 | 4 min                                                                                 | Tresty              | 6 min                                                              | Rozhodčí: Filip Vrba Václav Kosnar Čároví: František Štěpánek František Pěkný |
| 31                                                                                    | 31                                                                                    | Střely              | 22                                                                 | Rozhodčí: Filip Vrba Václav Kosnar Čároví: František Štěpánek František Pěkný |

| 16. března 2024 17:00 | HC Stadion Litoměřice | 4 : 1 (0:0, 2:0, 2:1) | SK Horácká Slavia Třebíč | Kalich aréna, Litoměřice Návštěvnost: 1 661 |  |

| Report | |                     |                                |                                                                       |
| Oldřich Cichoň | Oldřich Cichoň | Brankáři            | Jan Mičán                      | Rozhodčí: Tomáš Horák Zbyněk Kubičík Čároví: Milan Jindra Ondřej Malý |
| Krutil (Pavlák, Vitouch) 21:25' Korkiakoski (Jebavý, Ton) 21:25' Svoboda (Kuťák) 45:34' Sihvonen (Benda, Korkiakoski, do prázdné branky) 58:17' | Krutil (Pavlák, Vitouch) 21:25' Korkiakoski (Jebavý, Ton) 21:25' Svoboda (Kuťák) 45:34' Sihvonen (Benda, Korkiakoski, do prázdné branky) 58:17' | 1:0 2:0 3:0 3:1 4:1 | 56:34' Štebih (Dočekal, Vodný) | Rozhodčí: Tomáš Horák Zbyněk Kubičík Čároví: Milan Jindra Ondřej Malý |
| 6 min | 6 min | Tresty              | 8 min                          | Rozhodčí: Tomáš Horák Zbyněk Kubičík Čároví: Milan Jindra Ondřej Malý |
| 33 | 33 | Střely              | 43                             | Rozhodčí: Tomáš Horák Zbyněk Kubičík Čároví: Milan Jindra Ondřej Malý |

Konečný stav série 3:2 na zápasy pro HC Stadion Litoměřice.

### Semifinále

#### VHK ROBE Vsetín (2.) – HC Dukla Jihlava (8.)
| 19. března 2024 17:30 | VHK ROBE Vsetín | 5 : 3 (2:0, 1:2, 2:1) | HC Dukla Jihlava | Na Lapači, Vsetín Návštěvnost: 3 220 |  |

| Report | |                                 | |                                                                       |
| Maksim Zhukov | Maksim Zhukov | Brankáři                        | Adam Beran                                                                                             | Rozhodčí: Tomáš Zubzanda Lukáš Bejček Čároví: Jan Vašíček Jakub Maňák |
| Jonák (Jenáček, Klhůfek) 09:32' Jonák (Teper, Jenáček) 19:59' Hrňa (Zabusovs, Jenáček) 26:53' Teper (Rob, Klhůfek) 47:20' Jonák (Rob, Larsen, do prázdné branky) 57:32' | Jonák (Jenáček, Klhůfek) 09:32' Jonák (Teper, Jenáček) 19:59' Hrňa (Zabusovs, Jenáček) 26:53' Teper (Rob, Klhůfek) 47:20' Jonák (Rob, Larsen, do prázdné branky) 57:32' | 1:0 2:0 3:0 3:1 3:2 3:3 4:3 5:3 | 28:10' Štefančík (Harkabus, Havránek) 32:05' Štefančík (Ozols, Dvořák) 41:24' Jelínek (Kočí, Koštoval) | Rozhodčí: Tomáš Zubzanda Lukáš Bejček Čároví: Jan Vašíček Jakub Maňák |
| 6 min | 6 min | Tresty                          | 6 min                                                                                                  | Rozhodčí: Tomáš Zubzanda Lukáš Bejček Čároví: Jan Vašíček Jakub Maňák |
| 33 | 33 | Střely                          | 26 | Rozhodčí: Tomáš Zubzanda Lukáš Bejček Čároví: Jan Vašíček Jakub Maňák |

| 20. března 2024 17:30 | VHK ROBE Vsetín | 2 : 3 SN (1:1, 0:1, 1:0 – 0:0 – 0:1) | HC Dukla Jihlava | Na Lapači, Vsetín Návštěvnost: 3 310 |  |

| Report                                                                                |                                                                                       |                                                |                                                                                                 |                                                                          |
| Maksim Zhukov                                                                         | Maksim Zhukov                                                                         | Brankáři                                       | Adam Beran                                                                                      | Rozhodčí: Michal Kostourek Václav Kosnar Čároví: Roman Zídek Jan Rakušan |
| Rob (Smetana, Jonák) 11:11' Klhůfek (Kern) 59:43' Larsen Hrňa Zabusovs Matějček Teper | Rob (Smetana, Jonák) 11:11' Klhůfek (Kern) 59:43' Larsen Hrňa Zabusovs Matějček Teper | 1:0 1:1 1:2 2:2 Samostatné nájezdy 0:0 0:1 0:1 | 19:39' Havránek 31:32' Štefančík (Jelínek, Koštoval) Pořízek Havránek Čachotský Harkabus Menšík | Rozhodčí: Michal Kostourek Václav Kosnar Čároví: Roman Zídek Jan Rakušan |
| 10 min                                                                                | 10 min                                                                                | Tresty                                         | 10 min                                                                                          | Rozhodčí: Michal Kostourek Václav Kosnar Čároví: Roman Zídek Jan Rakušan |
| 34                                                                                    | 34                                                                                    | Střely                                         | 23                                                                                              | Rozhodčí: Michal Kostourek Václav Kosnar Čároví: Roman Zídek Jan Rakušan |

| 23. března 2024 16:30 | HC Dukla Jihlava | 3 : 4 (2:2, 0:1, 1:1) | VHK ROBE Vsetín | Zimní stadion Pelhřimov, Pelhřimov Návštěvnost: 2 500 (vyprodáno) |  |

| Report | |                             | |                                                                         |
| Adam Beran | Adam Beran | Brankáři                    | Maksim Zhukov                                                                                                  | Rozhodčí: Tomáš Horák Zbyněk Kubičík Čároví: Milan Jindra Roman Komínek |
| Harkabus (Čachotský, Havránek) 04:05' Harkabus (Štefančík, Havránek) 06:15' Štefančík (Havránek, Harkabus) 41:19' | Harkabus (Čachotský, Havránek) 04:05' Harkabus (Štefančík, Havránek) 06:15' Štefančík (Havránek, Harkabus) 41:19' | 0:1 1:1 2:1 2:2 2:3 3:3 3:4 | 00:29' Teper (Dědek) 11:33' Berzinš (Zabusovs, Machala) 28:41' Zabusovs (Berzinš, Zhukov) 56:27' Rob (Jenáček) | Rozhodčí: Tomáš Horák Zbyněk Kubičík Čároví: Milan Jindra Roman Komínek |
| 38 min | 38 min | Tresty                      | 17 min | Rozhodčí: Tomáš Horák Zbyněk Kubičík Čároví: Milan Jindra Roman Komínek |
| 32 | 32 | Střely                      | 26 | Rozhodčí: Tomáš Horák Zbyněk Kubičík Čároví: Milan Jindra Roman Komínek |

| 24. března 2024 16:30 | HC Dukla Jihlava | 1 : 3 (1:1, 0:0, 0:2) | VHK ROBE Vsetín | Zimní stadion Pelhřimov, Pelhřimov Návštěvnost: 2 500 (vyprodáno) |  |

| Report                          |                                 |                 | |                                                                              |
| Adam Beran                      | Adam Beran                      | Brankáři        | Maksim Zhukov | Rozhodčí: Roman Svoboda Jakub Zeliska Čároví: František Štěpánek Jakub Dědek |
| Cachnín (Šik, Štefančík) 17:38' | Cachnín (Šik, Štefančík) 17:38' | 0:1 1:1 1:2 1:3 | 11:01' Matějček (Zabusovs, Kratochvíl) 53:48' Zabusovs (Larsen, Ondračka) 59:45' Zabusovs (Machala, do prázdné branky) | Rozhodčí: Roman Svoboda Jakub Zeliska Čároví: František Štěpánek Jakub Dědek |
| 4 min                           | 4 min                           | Tresty          | 8 min | Rozhodčí: Roman Svoboda Jakub Zeliska Čároví: František Štěpánek Jakub Dědek |
| 36                              | 36                              | Střely          | 30 | Rozhodčí: Roman Svoboda Jakub Zeliska Čároví: František Štěpánek Jakub Dědek |

| 26. března 2024 17:30 | VHK ROBE Vsetín | 4 : 1 (2:1, 1:0, 1:0) | HC Dukla Jihlava | Na Lapači, Vsetín Návštěvnost: 3 504 |  |

| Report | |                     |                              |                                                                        |
| Maksim Zhukov | Maksim Zhukov | Brankáři            | Adam Beran                   | Rozhodčí: Roman Svoboda Jakub Zeliska Čároví: Ondřej Malý Henrich Kráľ |
| Smetana (Rob, Matějček) 11:29' Machala (Klhůfek, Teper) 19:51' Berzinš (Hrňa, Larsen) 29:47' Klhůfek (Matějček) 44:09' | Smetana (Rob, Matějček) 11:29' Machala (Klhůfek, Teper) 19:51' Berzinš (Hrňa, Larsen) 29:47' Klhůfek (Matějček) 44:09' | 0:1 1:1 2:1 3:1 4:1 | 03:53' Menšík (Jelínek, Šik) | Rozhodčí: Roman Svoboda Jakub Zeliska Čároví: Ondřej Malý Henrich Kráľ |
| 8 min | 8 min | Tresty              | 10 min                       | Rozhodčí: Roman Svoboda Jakub Zeliska Čároví: Ondřej Malý Henrich Kráľ |
| 40 | 40 | Střely              | 21                           | Rozhodčí: Roman Svoboda Jakub Zeliska Čároví: Ondřej Malý Henrich Kráľ |

Konečný stav série 4:1 na zápasy pro VHK ROBE Vsetín.

#### HC Stadion Litoměřice (4.) – Berani Zlín (6.)
| 19. března 2024 17:30 | HC Stadion Litoměřice | 2 : 0 (0:0, 0:0, 2:0) | Berani Zlín | Kalich aréna, Litoměřice Návštěvnost: 1 650 |  |

| Report                                                |                                                       |          |            |                                                                           |
| Oldřich Cichoň                                        | Oldřich Cichoň                                        | Brankáři | Daniel Huf | Rozhodčí: Roman Svoboda Jakub Valenta Čároví: Petr Maštalíř Aleš Roischel |
| Ton (Tůma, Svoboda) 48:57' Kuťák (Ton, Cichoň) 52:44' | Ton (Tůma, Svoboda) 48:57' Kuťák (Ton, Cichoň) 52:44' | 1:0 2:0  |            | Rozhodčí: Roman Svoboda Jakub Valenta Čároví: Petr Maštalíř Aleš Roischel |
| 8 min                                                 | 8 min                                                 | Tresty   | 31 min     | Rozhodčí: Roman Svoboda Jakub Valenta Čároví: Petr Maštalíř Aleš Roischel |
| 31                                                    | 31                                                    | Střely   | 41         | Rozhodčí: Roman Svoboda Jakub Valenta Čároví: Petr Maštalíř Aleš Roischel |

| 20. března 2024 17:30 | HC Stadion Litoměřice | 1 : 8 (0:3, 0:3, 1:2) | Berani Zlín | Kalich aréna, Litoměřice Návštěvnost: 1 740 (vyprodáno) |  |

| Report                                      |                                             |                                     | |                                                                           |
| Oldřich Cichoň (od 18. minuty Oliver Šatný) | Oldřich Cichoň (od 18. minuty Oliver Šatný) | Brankáři                            | Daniel Huf | Rozhodčí: Kamil Zavřel Tomáš Micka Čároví: Ondřej Kokrment Patrik Augusta |
| Poppel (Kuťák, Krutil) 42:32'               | Poppel (Kuťák, Krutil) 42:32'               | 0:1 0:2 0:3 0:4 0:5 0:6 1:6 1:7 1:8 | 13:42' Novák (Suhrada) 14:07' Riedl (Holík) 17:10' Paukku (Zbořil, Salmio) 23:46' Paukku 25:00' Sedlák (Kindl, Novák) 31:57' Sedlák (Süss, Werbik) 43:22' Novák (Süss, Kindl) 49:53' Salmio (Sedlák, Novák) | Rozhodčí: Kamil Zavřel Tomáš Micka Čároví: Ondřej Kokrment Patrik Augusta |
| 22 min                                      | 22 min                                      | Tresty                              | 10 min | Rozhodčí: Kamil Zavřel Tomáš Micka Čároví: Ondřej Kokrment Patrik Augusta |
| 33                                          | 33                                          | Střely                              | 47 | Rozhodčí: Kamil Zavřel Tomáš Micka Čároví: Ondřej Kokrment Patrik Augusta |

| 23. března 2024 17:30 | Berani Zlín | 1 : 5 (0:0, 0:2, 1:3) | HC Stadion Litoměřice | Trinity Bank Arena Luďka Čajky, Zlín Návštěvnost: 5 861 |  |

| Report                          |                                 |                         | |                                                                               |
| Daniel Huf                      | Daniel Huf                      | Brankáři                | Oldřich Cichoň | Rozhodčí: Miroslav Petružálek Tomáš Mejzlík Čároví: Ondřej Polák David Otáhal |
| Salmio (Paukku, Salonen) 40:15' | Salmio (Paukku, Salonen) 40:15' | 0:1 0:2 1:2 1:3 1:4 1:5 | 32:38' Kuťák (Svoboda) 37:40' Plos 41:05' Plos (Sihvonen) 54:58' Kuťák (Svoboda, do prázdné branky) 56:45' Kuťák (Svoboda, Vitouch) | Rozhodčí: Miroslav Petružálek Tomáš Mejzlík Čároví: Ondřej Polák David Otáhal |
| 4 min                           | 4 min                           | Tresty                  | 4 min | Rozhodčí: Miroslav Petružálek Tomáš Mejzlík Čároví: Ondřej Polák David Otáhal |
| 36                              | 36                              | Střely                  | 32 | Rozhodčí: Miroslav Petružálek Tomáš Mejzlík Čároví: Ondřej Polák David Otáhal |

| 24. března 2024 17:30 | Berani Zlín | 3 : 2 PP (2:0, 0:0, 0:2 – 1:0) | HC Stadion Litoměřice | Trinity Bank Arena Luďka Čajky, Zlín Návštěvnost: 5 094 |  |

| Report                                                                   |                                                                          |                     |                                                               |                                                                                |
| Daniel Huf                                                               | Daniel Huf                                                               | Brankáři            | Oldřich Cichoň                                                | Rozhodčí: Tomáš Horák Michal Kostourek Čároví: František Pěkný Jaroslav Peluha |
| Gago (Lang) 03:58' Gago (Novák, Sedlák) 06:46' Sadovikov (Köhler) 71:23' | Gago (Lang) 03:58' Gago (Novák, Sedlák) 06:46' Sadovikov (Köhler) 71:23' | 1:0 2:0 2:1 2:2 3:2 | 41:13' Kuťák (Svoboda, Vitouch) 59:57' Kuťák (Sihvonen, Tůma) | Rozhodčí: Tomáš Horák Michal Kostourek Čároví: František Pěkný Jaroslav Peluha |
| 8 min                                                                    | 8 min                                                                    | Tresty              | 6 min                                                         | Rozhodčí: Tomáš Horák Michal Kostourek Čároví: František Pěkný Jaroslav Peluha |
| 25                                                                       | 25                                                                       | Střely              | 32                                                            | Rozhodčí: Tomáš Horák Michal Kostourek Čároví: František Pěkný Jaroslav Peluha |

| 26. března 2024 17:30 | HC Stadion Litoměřice | 4 : 1 (1:0, 2:0, 1:1) | Berani Zlín | Kalich aréna, Litoměřice Návštěvnost: 1 750 (vyprodáno) |  |

| Report                                                                                              | |                     |                  |                                                                             |
| Oldřich Cichoň                                                                                      | Oldřich Cichoň                                                                                      | Brankáři            | Daniel Huf       | Rozhodčí: Miroslav Petružálek Tomáš Mejzlík Čároví: Roman Zídek Jakub Maňák |
| Tůma (Korkiakoski) 06:31' Costa (Kordule) 23:36' Costa (Benda) 26:42' Sihvonen (Jícha, Tůma) 55:08' | Tůma (Korkiakoski) 06:31' Costa (Kordule) 23:36' Costa (Benda) 26:42' Sihvonen (Jícha, Tůma) 55:08' | 1:0 2:0 3:0 3:1 4:1 | 42:19' Sadovikov | Rozhodčí: Miroslav Petružálek Tomáš Mejzlík Čároví: Roman Zídek Jakub Maňák |
| 6 min                                                                                               | 6 min                                                                                               | Tresty              | 6 min            | Rozhodčí: Miroslav Petružálek Tomáš Mejzlík Čároví: Roman Zídek Jakub Maňák |
| 25                                                                                                  | 25                                                                                                  | Střely              | 37               | Rozhodčí: Miroslav Petružálek Tomáš Mejzlík Čároví: Roman Zídek Jakub Maňák |

| 28. března 2024 17:30 | Berani Zlín | 2 : 0 (0:0, 2:0, 0:0) | HC Stadion Litoměřice | Trinity Bank Arena Luďka Čajky, Zlín Návštěvnost: 4 712 |  |

| Report                                                      |                                                             |          |                |                                                                            |
| Daniel Huf                                                  | Daniel Huf                                                  | Brankáři | Oldřich Cichoň | Rozhodčí: Lukáš Bejček Zbyněk Kubičík Čároví: Ondřej Kokrment Ondřej Polák |
| Holík (Salonen, Šlahař) 20:28' Salmio (Holík, Riedl) 36:14' | Holík (Salonen, Šlahař) 20:28' Salmio (Holík, Riedl) 36:14' | 1:0 2:0  |                | Rozhodčí: Lukáš Bejček Zbyněk Kubičík Čároví: Ondřej Kokrment Ondřej Polák |
| 8 min                                                       | 8 min                                                       | Tresty   | 10 min         | Rozhodčí: Lukáš Bejček Zbyněk Kubičík Čároví: Ondřej Kokrment Ondřej Polák |
| 21                                                          | 21                                                          | Střely   | 13             | Rozhodčí: Lukáš Bejček Zbyněk Kubičík Čároví: Ondřej Kokrment Ondřej Polák |

| 30. března 2024 17:00 | HC Stadion Litoměřice | 0 : 4 (0:2, 0:2, 0:0) | Berani Zlín | Kalich aréna, Litoměřice Návštěvnost: 1 750 (vyprodáno) |  |

| Report         |                |                 | |                                                                          |
| Oldřich Cichoň | Oldřich Cichoň | Brankáři        | Daniel Huf | Rozhodčí: Miroslav Petružálek Adam Kika Čároví: Ondřej Malý Milan Jindra |
|                |                | 0:1 0:2 0:3 0:4 | 02:17' Salonen (Sadovikov, Sedláček) 10:50' Salonen (Sadovikov) 23:29' Salmio (Paukku) 24:10' Šlahař (Süss, Werbik) | Rozhodčí: Miroslav Petružálek Adam Kika Čároví: Ondřej Malý Milan Jindra |
| 6 min          | 6 min          | Tresty          | 6 min | Rozhodčí: Miroslav Petružálek Adam Kika Čároví: Ondřej Malý Milan Jindra |
| 29             | 29             | Střely          | 38 | Rozhodčí: Miroslav Petružálek Adam Kika Čároví: Ondřej Malý Milan Jindra |

Konečný stav série 4:3 na zápasy pro Berani Zlín.

### Finále

#### VHK ROBE Vsetín (2.) – Berani Zlín (6.)
| 2. dubna 2024 17:30 | VHK ROBE Vsetín | 8 : 1 (1:1, 3:0, 4:0) | Berani Zlín | Na Lapači, Vsetín Návštěvnost: 4 336 |  |

| Report | |                                     |                                           |                                                                              |
| Maksim Zhukov | Maksim Zhukov | Brankáři                            | Daniel Huf (od 46. minuty Michal Kořének) | Rozhodčí: Lukáš Bejček Tomáš Mejzlík Čároví: Henrich Kráľ František Štěpánek |
| Zabusovs (Teper) 12:12' Klhůfek (Rob, Larsen) 24:40' Jenáček (Rob, Teper) 30:31' Machala (Bláha) 37:09' Teper (Rob, Klhůfek) 44:41' Zabusovs (Machala, Ondračka) 45:39' Matějček (Rob) 54:40' Holec (Kern, Hrňa) 57:39' | Zabusovs (Teper) 12:12' Klhůfek (Rob, Larsen) 24:40' Jenáček (Rob, Teper) 30:31' Machala (Bláha) 37:09' Teper (Rob, Klhůfek) 44:41' Zabusovs (Machala, Ondračka) 45:39' Matějček (Rob) 54:40' Holec (Kern, Hrňa) 57:39' | 0:1 1:1 2:1 3:1 4:1 5:1 6:1 7:1 8:1 | 06:34' Kindl (Novák, Sedlák)              | Rozhodčí: Lukáš Bejček Tomáš Mejzlík Čároví: Henrich Kráľ František Štěpánek |
| 8 min | 8 min | Tresty                              | 12 min                                    | Rozhodčí: Lukáš Bejček Tomáš Mejzlík Čároví: Henrich Kráľ František Štěpánek |
| 40 | 40 | Střely                              | 22                                        | Rozhodčí: Lukáš Bejček Tomáš Mejzlík Čároví: Henrich Kráľ František Štěpánek |

| 3. dubna 2024 17:30 | VHK ROBE Vsetín | 2 : 3 PP (0:2, 1:0, 1:0 – 0:1) | Berani Zlín | Na Lapači, Vsetín Návštěvnost: 4 260 |  |

| Report                                                      |                                                             |                     |                                                                          |                                                                       |
| Maksim Zhukov                                               | Maksim Zhukov                                               | Brankáři            | Daniel Huf                                                               | Rozhodčí: Roman Svoboda Jakub Zeliska Čároví: Roman Zídek Jakub Maňák |
| Machala (Zabusovs, Rob) 36:08' Klhůfek (Rob, Staněk) 51:49' | Machala (Zabusovs, Rob) 36:08' Klhůfek (Rob, Staněk) 51:49' | 0:1 0:2 1:2 2:2 2:3 | 09:51' Šlahař (Süss) 10:26' Lang (Novák, Gago) 70:18' Riedl (Lang, Gago) | Rozhodčí: Roman Svoboda Jakub Zeliska Čároví: Roman Zídek Jakub Maňák |
| 8 min                                                       | 8 min                                                       | Tresty              | 8 min                                                                    | Rozhodčí: Roman Svoboda Jakub Zeliska Čároví: Roman Zídek Jakub Maňák |
| 50                                                          | 50                                                          | Střely              | 17                                                                       | Rozhodčí: Roman Svoboda Jakub Zeliska Čároví: Roman Zídek Jakub Maňák |

| 6. dubna 2024 17:00 | Berani Zlín | 3 : 5 (2:3, 0:1, 1:1) | VHK ROBE Vsetín | Trinity Bank Arena Luďka Čajky, Zlín Návštěvnost: 7 000 (vyprodáno) |  |

| Report                                                                   |                                                                          |                                 | |                                                                          |
| Daniel Huf                                                               | Daniel Huf                                                               | Brankáři                        | Maksim Zhukov | Rozhodčí: Adam Kika Michal Kostourek Čároví: Ondřej Kokrment Ondřej Malý |
| Šlahař (TS) 07:57' Süss (Šlahař, Kindl) 17:46' Gago (Lang, Novák) 44:26' | Šlahař (TS) 07:57' Süss (Šlahař, Kindl) 17:46' Gago (Lang, Novák) 44:26' | 0:1 1:1 1:2 1:3 2:3 2:4 3:4 3:5 | 02:36' Machala (Teper, Zabusovs) 09:57' Kratochvíl (Hořanský, Larsen) 14:07' Machala (Klhůfek) 34:25' Klhůfek (Rob, Jonák) 59:26' Rob (Klhůfek, do prázdné branky) | Rozhodčí: Adam Kika Michal Kostourek Čároví: Ondřej Kokrment Ondřej Malý |
| 6 min                                                                    | 6 min                                                                    | Tresty                          | 8 min | Rozhodčí: Adam Kika Michal Kostourek Čároví: Ondřej Kokrment Ondřej Malý |
| 33                                                                       | 33                                                                       | Střely                          | 27 | Rozhodčí: Adam Kika Michal Kostourek Čároví: Ondřej Kokrment Ondřej Malý |

| 7. dubna 2024 17:00 | Berani Zlín | 3 : 4 (1:1, 1:1, 1:2) | VHK ROBE Vsetín | Trinity Bank Arena Luďka Čajky, Zlín Návštěvnost: 7 000 (vyprodáno) |  |

| Report                                                                     |                                                                            |                             | |                                                                        |
| Daniel Huf                                                                 | Daniel Huf                                                                 | Brankáři                    | Maksim Zhukov                                                                                         | Rozhodčí: Roman Mrkva Zbyněk Kubičík Čároví: Milan Jindra Ondřej Polák |
| Salmio (Čáp) 13:49' Werbik (Šlahař) 26:05' Sedlák (Suhrada, Zbořil) 48:49' | Salmio (Čáp) 13:49' Werbik (Šlahař) 26:05' Sedlák (Suhrada, Zbořil) 48:49' | 0:1 1:1 1:2 2:2 2:3 3:3 3:4 | 01:34' Bláha (Matějček) 24:33' Teper (Klhůfek, Hrňa) 44:51' Jonák (Klhůfek) 56:40' Berzinš (Zabusovs) | Rozhodčí: Roman Mrkva Zbyněk Kubičík Čároví: Milan Jindra Ondřej Polák |
| 12 min                                                                     | 12 min                                                                     | Tresty                      | 8 min                                                                                                 | Rozhodčí: Roman Mrkva Zbyněk Kubičík Čároví: Milan Jindra Ondřej Polák |
| 19                                                                         | 19                                                                         | Střely                      | 28 | Rozhodčí: Roman Mrkva Zbyněk Kubičík Čároví: Milan Jindra Ondřej Polák |

| 9. dubna 2024 17:30 | VHK ROBE Vsetín | 2 : 0 (1:0, 0:0, 1:0) | Berani Zlín | Na Lapači, Vsetín Návštěvnost: 5 400 (vyprodáno) |  |

| Report                                                      |                                                             |          |            |                                                                       |
| Maksim Zhukov                                               | Maksim Zhukov                                               | Brankáři | Daniel Huf | Rozhodčí: Adam Kika Tomáš Mejzlík Čároví: Ondřej Kokrment Ondřej Malý |
| Hrňa (Berzinš, Zabusovs) 11:58' Jonák (Rob, Klhůfek) 46:59' | Hrňa (Berzinš, Zabusovs) 11:58' Jonák (Rob, Klhůfek) 46:59' | 1:0 2:0  |            | Rozhodčí: Adam Kika Tomáš Mejzlík Čároví: Ondřej Kokrment Ondřej Malý |
| 2 min                                                       | 2 min                                                       | Tresty   | 8 min      | Rozhodčí: Adam Kika Tomáš Mejzlík Čároví: Ondřej Kokrment Ondřej Malý |
| 24                                                          | 24                                                          | Střely   | 28         | Rozhodčí: Adam Kika Tomáš Mejzlík Čároví: Ondřej Kokrment Ondřej Malý |

Konečný stav série 4:1 na zápasy pro VHK ROBE Vsetín, který tak postoupil do baráže o extraligu.

## Hráčské statistiky play-off

### Kanadské bodování
Toto je pořadí hráčů podle dosažených bodů. Za jeden vstřelený gól nebo přihrávku na gól hráč získal jeden bod.
| Poř. | Hráč             | Tým              | Z  | G  | A  | B  | TM | +/- |
| ---- | ---------------- | ---------------- | -- | -- | -- | -- | -- | --- |
| 1.   | Luboš Rob        | VHK ROBE Vsetín  | 14 | 5  | 13 | 18 | 4  | +11 |
| 2.   | Tomáš Harkabus   | HC Dukla Jihlava | 12 | 13 | 4  | 17 | 4  | -2  |
| 3.   | Tomáš Havránek   | HC Dukla Jihlava | 12 | 3  | 13 | 16 | 12 | -3  |
| 4.   | Ondřej Machala   | VHK ROBE Vsetín  | 14 | 9  | 5  | 14 | 0  | +12 |
| 5.   | Pavel Klhůfek    | VHK ROBE Vsetín  | 12 | 5  | 9  | 14 | 6  | +8  |
| 6.   | Tomáš Čachotský  | HC Dukla Jihlava | 12 | 1  | 13 | 14 | 4  | -1  |
| 7.   | Patriks Zabusovs | VHK ROBE Vsetín  | 11 | 5  | 8  | 13 | 6  | +11 |
| 8.   | Mikko Salmio     | Berani Zlín      | 15 | 9  | 2  | 11 | 0  | +3  |
| 9.   | Vít Jonák        | VHK ROBE Vsetín  | 9  | 6  | 5  | 11 | 2  | +6  |
| 10.  | Jakub Teper      | VHK ROBE Vsetín  | 12 | 4  | 7  | 11 | 2  | +8  |

### Hodnocení brankářů
Toto je pořadí nejlepších deseti brankářů.
| Poř. | Hráč           | Tým                      | Z. | MIN | OG | PZ  | PS  | POG  | Úsp%  |
| ---- | -------------- | ------------------------ | -- | --- | -- | --- | --- | ---- | ----- |
| 1.   | Oldřich Cichoň | HC Stadion Litoměřice    | 12 | 689 | 23 | 348 | 371 | 2.00 | 93.80 |
| 2.   | Maxim Žukov    | VHK ROBE Vsetín          | 14 | 874 | 25 | 325 | 350 | 1.72 | 92.86 |
| 3.   | Jan Mičán      | SK Horácká Slavia Třebíč | 5  | 300 | 11 | 129 | 140 | 2.20 | 92.14 |
| 4.   | Paavo Hölsä    | HC Slavia Praha          | 3  | 155 | 7  | 77  | 84  | 2.71 | 91.67 |
| 5.   | Daniel Huf     | Berani Zlín              | 15 | 907 | 38 | 408 | 446 | 2.51 | 91.48 |
| 6.   | Michal Postava | HC ZUBR Přerov           | 7  | 389 | 19 | 204 | 223 | 2.93 | 91.48 |
| 7.   | Adam Beran     | HC Dukla Jihlava         | 12 | 744 | 33 | 322 | 355 | 2.66 | 90.70 |
| 8.   | David Honzík   | HC Dynamo Pardubice B    | 3  | 151 | 6  | 41  | 47  | 2.38 | 87.23 |
| 9.   | Marek Štipčák  | LHK Jestřábi Prostějov   | 2  | 115 | 6  | 40  | 46  | 3.13 | 86.96 |
| 10.  | Daniel Dolejš  | HC RT TORAX Poruba 2011  | 4  | 240 | 15 | 98  | 113 | 3.75 | 86.73 |

## Ocenění

### Hráč a trenér měsíce
| Měsíc    | Hráč           | Tým              | Trenér         | Tým                     |
| -------- | -------------- | ---------------- | -------------- | ----------------------- |
| září     | Robert Staněk  | VHK ROBE Vsetín  | Tomáš Mariška  | HC Baník Sokolov        |
| říjen    | Erik Hrňa      | VHK ROBE Vsetín  | Jiří Režnar    | HC RT TORAX Poruba 2011 |
| listopad | Filip Haman    | HC Frýdek-Místek | Martin Hrnčár  | HC Frýdek-Místek        |
| prosinec | Šimon Jenáček  | VHK ROBE Vsetín  | Jiří Režnar    | HC RT TORAX Poruba 2011 |
| leden    | Michal Postava | HC ZUBR Přerov   | Michal Mikeska | HC ZUBR Přerov          |
| únor     | Luboš Rob      | VHK ROBE Vsetín  | Jan Šťastný    | SC Marimex Kolín        |
| březen   | Tomáš Harkabus | HC Dukla Jihlava | Viktor Ujčík   | HC Dukla Jihlava        |